# 仙台市立郡山中学校
仙台市立郡山中学校（せんだいしりつ こおりやまちゅうがっこう）は、宮城県仙台市太白区郡山五丁目にある公立中学校。通称は「郡中」（ぐんちゅう）。

## 沿革
- 1961年（昭和36年）8月2日 - 仙台市立長町中学校から分離開校。

## 学区
すべて宮城県仙台市太白区に所在。
- あすと長町
- 郡山
- 諏訪町
- 八本松
- 東大野田
- 東郡山

## 所在地
- 仙台市太白区郡山5-10-1

## 交通アクセス
JR太子堂駅下車、徒歩15分